# Scared of Beautiful
"Scared of Beautiful" är en låt av den amerikanska sångaren Brandy, tagen från hennes sjätte studioalbum Two Eleven (2012). Den skrevs av Frank Ocean, Warryn Campbell och Breyon Prescott. Campbell och Prescott bidrog med produktion. Låten, som inte skrevs med Brandy i åtanke, var en av flera som Ocean skapade med duon Midi Mafia. Den skickades till Brandys team och hon spelade in en ny version med helt annorlunda instrumentering som istället bestod av syntar och elgitarrer. 
"Scared of Beautiful" är en samtida R&B-låt i midtempo där framföraren sjunger om sin rädsla över att vara den bästa versionen av sig själv. Brandy betraktade låten som en av hennes favoriter och var först tänkt som en duett med Ocean. Detta innebar extra tid i inspelningsstudion innan färdigställandet av skivan, vilket inte hans med. "Scared of Beautiful" fick mestadels positiv kritik från musikrecensenter som uppskattade musiken och Oceans influens. Några beskrev den som "vild" och ansåg att den var det bästa spåret på skivan.

## Inspelning och komposition

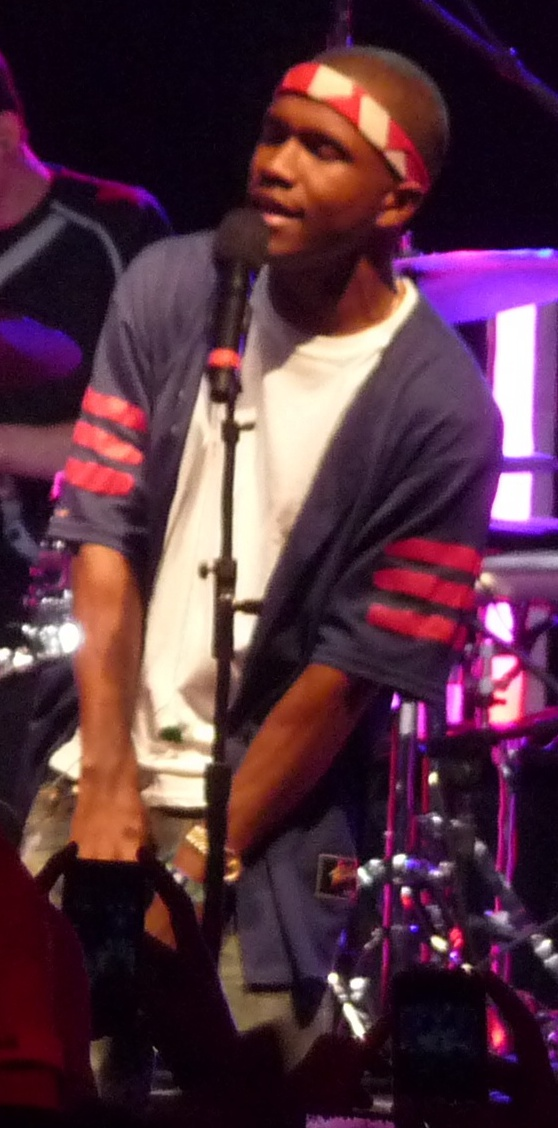
Frank Ocean skrev och spelade in demoversionen av låten.

"Scared of Beautiful" skrevs av Odd Future-medlemmen Frank Ocean tillsammans med producenten Warryn Campbell och Chameleon Records-chefen Breyon Prescott. Produktionen hanterades av Campbell som hjälptes av Prescott. Jaycen Joshua stod för ljudmix och Trehy Harris var ljudtekniker. Båda arbetena skedde från Larrabee Sound Studios i North Hollywood, Kalifornien. Under början av mars, 2012, meddelade Brandy att Ocean skulle bidra till hennes, vid tillfället, kommande sjätte studioalbum Two Eleven. Tidigare hade duon jobbat på "1st & Love" och "Locket (Locked in Love)" till Brandys femte studioalbum Human, ett arbete som skapade en vänskap mellan sångarna. Trots att Ocean inte skrev låten med Brandy i åtanke sa Brandy att den tillhörde henne nu. "Den är på min skiva. Jag hade en uppenbarelse; 'Frank Ocean du skrev den till mig, du visste inte bara om det'." skojade hon. Oceans demo av låten läckte ut på internet under slutet av år 2011. Den första versionen, skapad av Midi Mafia-medlemmarna Waynne Nugent och Kevin Risto tillsammans med låtskrivarna Tim Stewart och Lamont Neuble, innehåller en helt annan gitarr-driven instrumentering.
Låten var först tänkt som en duett med Ocean då paret skulle utbyta verser om att se framåt inte bakåt; "I wonder why there's no mirrors on these walls no more/ You can't tell me why you're so terrified of beautiful". Versionen på Two Eleven innehöll dock bara Brandy då tidsbrist gjorde att Ocean inte han spela in sina verser. I en intervju berättade Brandy om hur låten kom till; "Han hade haft låten ett tag innan jag hörde den. Den talade rätt till mig. Ibland kommer man till punkten i sitt liv när man är rädd för att vara bra, man är rädd för att vara vacker, rädd för att vara den bästa versionen av sig själv och då försöker man komma på banan igen. Jag känner igen det där från mitt eget liv. Jag vet att det finns många människor därute som går igenom lika mörka stunder och jag känner att jag kan nå många med låten."
| ”                                                          | Frank Ocean är ett geni. Det är han verkligen och han skrev en låt, "Scared of Beautiful" som handlar om rädslan att vara den bästa versionen av dig själv. Rädd för din skönhet, rädd för din storhet, rädd för det bra, rädd för alla dom sakerna som gör dig till vem du är. Alla fantastiska egenskaper. Vi ser oss inte så som gud ser oss och det är problemet. Jag har varit där, du har varit där, alla har vi varit där, några är där nu. Dom tror dom är rädda för något annat men i själva verket är dom rädda för sin egen storhet. | „ |
| – Brandy talar om låtens handling i en intervju med Rap-Up | |   |

## Mottagande
Andrew Hampp vid Billboard ansåg att "Scared of Beautiful" innehöll "skivans mest cliche-artade sångtext ('scared of the dark / more than the light', och en 'mirror, mirror' vers innan bryggan)," men att Brandy fick dem till "ett känslosamt genombrott i referens till sångerskans ätstörningar genom åren." Han avslutade med att säga; "Slutsatsen är att Brandy erkänner sina brister med en ärlig sång som påminner om Oceans egna 'Bad Religion' från sommarens hyllade Channel Orange." Den brittiska tidskriften FACT kallade låten "skivans höjdpunkt" och skrev; "Produktionen av Warryn Campbell är magnifik. Ögonblicket när gitarren kommer in över dom filtrerade 808:na ger gåshud åt skribenterna här på FACT. Angie Writes från Soul Culture ansåg att albumspåret "Whitout You" var "vild" och kom till slutsatsen att "på 'Without You' och 'Scared of Beautiful' var Brandy 100% autentisk." Hon ansåg att den sistnämnda låten var "skräddarsydd åt Brandy och alla fans som förälskat sig i henne. Den frikostiga "Scared of Beautiful" handlar om Brandys innersta kamp under åren som gått. Både professionellt och privat. Denna grymma låt lyfter upp oss och gör att vi vågar tro på oss själva."
Mikael Wood vid Los Angeles Times skrev att "Brandy valde några kapabla - och oväntade - samarbeten för att hjälpa hennes karriär på rätt köl. Frank Ocean skrev den väldigt Ocean-liknande låten "Scared of Beautiful." Melinda Newman från HitFix kallade den skivans "viktigaste låt". Ken Capobianco hos Boston Globe tyckte att "versionen som Frank spelade in var skarpt observerad. “Scared of Beautiful” är ärlig och en av Brandys finaste ögonblick nånsin." Han klargjorde att låten, tillsammans med "Wish Your Love Away", visade "hur viktigt det är med bra material för hennes framgång. Producenterna omger hennes sång med spröda harmonier och hon utfärdar låten med självförtroende." Andrew Chan vid Slant Magazine hade motsatt uppfattning; "Går man på melodier förstår man genast att låten är ett verk av Frank Ocean, men dom schizofreni-baserade verserna ger Brandy spelrum att testa sin förmåga som berättare, något som inte var naturligt på hennes oövertygande låtar som ung." Han tyckte att på "låten fanns det ingen plats för Brandy att ta ut svängarna sångmässigt." Både Rap-Up och USA Today rankade låten som deras favoriter på skivan tillsammans med "Wildest Dreams", “No Such Thing As Too Late” och “Let Me Go.”

## Personal och musikmedverkande
- Låtskrivare – Warryn Campbell, Frank Ocean, Breyon Prescott
- Produktion – Warryn Campbell
- Co–produktion – Breyon Prescott för Chameleon Entertainment
- Ljudmixning – Jaycen Joshuaby
- Ljudmixning (assistans) – Trehy Harris
- Mastering – Dave Kutch

## Topplistor
"Scared of Beautiful" debuterade på plats 48 på Sydkoreas officiella singellista Gaon Chart den 27 oktober 2012. Inom två veckor hade albumspåret sammanlagt sålts i 7.100 exemplar.
| Lista (2012)          | Topplacering |
| --------------------- | ------------ |
| Sydkorea (Gaon Chart) | 48           |